# حمض 2،2-ثنائي كلورو البروبيونيك
حمض 2،2-ثنائي كلورو البروبيونيك (بالإنجليزية: 2،2-Dichloropropionic acid)‏ هو مركب عضوي له الصيغة الكيميائيّة CH 3 CCl 2 CO 2 H. وهو سائلٌ عديمُ اللون. تم تسويق ملح الصوديوم الخاص به مرة واحدة تحت اسم دالابون (بالإنجليزية: Dalapon)‏ كمبيد أعشاب انتقائي يُستخدَم للسيطرة على الحشائش المعمِّرة.